# Roebling Road Raceway
Der Roebling Road Raceway ist eine permanente Motorsport-Rennstrecke in Effingham County im US-Bundesstaat Georgia.

## Geschichte
Motorsport war in der Region bereits sehr früh beliebt und in den 1950er-Jahren wurden erste Sportwagenrennen auf einem Flugplatzkurs abgehalten. Es wurden jedoch Stimmen laut, welche den Bau einer permanenten Rennstrecke forderten, darunter der Rennfahrer Robert Roebling. Zusammen mit dem SCCA-Mitglied John Reuter begann er, eine Solche zu planen; gemeinsam erwarben sie für diesen Zweck ein Grundstück. Zur gleichen Zeit wurde der Highway 17 in der Umgebung gebaut, wobei die Bauarbeiter die entstehende Rennstrecke als Lager verwendeten und auch zum Bau dieser beitrugen.
Die Eröffnung fand im Jahr 1959 statt und schnell wurde die Strecke zum Austragungsort verschiedener SCCA-Rennen. Kurz darauf gab Besitzer und Namensgeber Roebling diese allerdings ab und übergab den Posten des Geschäftsführers an John Reuter. Zu der Zeit wurde der Rundkurs neben den Rennen vor allem für Ausbildungen der Polizei verwendet.
Da es in der Region wenige aktive Rennfahrer gab, war das Organisieren der Rennen eine Herausforderung und somit verlor die Strecke gegen Ende der 1960er-Jahre an Bedeutung. 1972 übernahm sie das SCCA-Mitglied Tom Nehl, welcher die beiden in der Nähe gelegenen Sektionen der SCCA vereinte. Von der neuen Buccaneer Region wurden ab dann regionale und nationale Rennserien auf dem Rundkurs abgehalten, während Nehl in Renovierungen investierte. 1976 schuldete dieser allerdings noch 4500 Dollar an die Savannah Foundation, von der er die Strecke übernommen hatte. Da viele Stimmen eine Umbenennung dieser zu Ehren des Gründers Robert Roebling forderten, schlug Nehl vor den Namen der Anlage in Roebling Road zu ändern, sofern ihm dafür seine Schulden erlassen würden, was von der Foundation akzeptiert wurde.
Hauptproblem blieb allerdings der schlechte Zustand der Streckenoberfläche, was die Besitzer dazu veranlasste eine 63.000 Dollar teure Neuasphaltierung der Strecke durchzuführen. Dank dieser wurde sie in den Folgejahren wieder Austragungsort verschiedener Rennserien.
Erneute Renovierungen fanden 1997 statt, dazu wurde das Streckenlayout leicht verändert.

## Die Strecke
Die Strecke ist ein 3,25 Kilometer langer Rundkurs welcher – je nach Zählweise – 6 oder 9 Kurven umfasst. Am Ende der Boxengasse wurde 1997 zudem eine optionale Schikane eingerichtet, die in einer kleinen oder größeren Version benutzt werden kann. Dazu umfasst die Anlage einen Kontrollturm und Verpflegungsstationen, bleibt jedoch nicht für Zuschauer ausgerichtet.